# Campeonato Mundial de Halterofilismo de 2022 - Até 87 kg feminino
A categoria até 87 kg feminino foi um evento do Campeonato Mundial de Halterofilismo de 2022, disputado em Bogotá, na Colômbia, no dia 14 de dezembro de 2022.

## Calendário
Horário local (UTC-5)
| Dia            | Horário | Fase    |
| -------------- | ------- | ------- |
| 14 de dezembro | 11:30   | Grupo B |
| 14 de dezembro | 19:00   | Grupo A |

## Medalhistas
| Evento    | Ouro                 | Ouro   | Prata                              | Prata  | Bronze                   | Bronze |
| --------- | -------------------- | ------ | ---------------------------------- | ------ | ------------------------ | ------ |
| Arranque  | Solfrid Koanda (NOR) | 113 kg | Tursunoy Jabborova (UZB)           | 112 kg | Eileen Cikamatana (AUS)  | 109 kg |
| Arremesso | Solfrid Koanda (NOR) | 147 kg | Mönkhjantsangiin Ankhtsetseg (MGL) | 143 kg | Eileen Cikamatana (AUS)  | 140 kg |
| Total     | Solfrid Koanda (NOR) | 260 kg | Eileen Cikamatana (AUS)            | 249 kg | Tursunoy Jabborova (UZB) | 241 kg |

## Recordes
Antes desta competição, o recorde mundial da prova era o seguinte:
| Recorde         | Tipo      | Atleta         | Peso   | Local | Data                  |
| Recorde Mundial | Arranque  | Padrão mundial | 132 kg |       | 1 de novembro de 2018 |
| Recorde Mundial | Arremesso | Padrão mundial | 164 kg |       | 1 de novembro de 2018 |
| Recorde Mundial | Total     | Padrão mundial | 294 kg |       | 1 de novembro de 2018 |

## Resultado
Os resultados foram os seguintes.
| Pos.              | Atleta                             | Grupo | Arranque (kg) | Arranque (kg) | Arranque (kg) | Arranque (kg)     | Arremesso (kg) | Arremesso (kg) | Arremesso (kg) | Arremesso (kg)    | Total |
| Pos.              | Atleta                             | Grupo | 1             | 2             | 3             | Resultado         | 1              | 2              | 3              | Resultado         | Total |
| ----------------- | ---------------------------------- | ----- | ------------- | ------------- | ------------- | ----------------- | -------------- | -------------- | -------------- | ----------------- | ----- |
| Medalha de ouro   | Solfrid Koanda (NOR)               | A     | 108           | 110           | 113           | Medalha de ouro   | 143            | 143            | 147            | Medalha de ouro   | 260   |
| Medalha de prata  | Eileen Cikamatana (AUS)            | A     | 109           | 111           | 111           | Medalha de bronze | 140            | 148            | 148            | Medalha de bronze | 249   |
| Medalha de bronze | Tursunoy Jabborova (UZB)           | A     | 107           | 110           | 112           | Medalha de prata  | 125            | 129            | 131            | 8                 | 241   |
| 4                 | Hripsime Khurshudyan (ARM)         | A     | 103           | 107           | 108           | 4                 | 127            | 130            | 134            | 6                 | 238   |
| 5                 | Samar Said (EGY)                   | A     | 104           | 108           | 109           | 6                 | 126            | 130            | 130            | 7                 | 234   |
| 6                 | Anastasiia Manievska (UKR)         | A     | 104           | 104           | 104           | 8                 | 126            | 129            | 129            | 9                 | 233   |
| 7                 | Dayana Mina (ECU)                  | B     | 99            | 102           | 105           | 10                | 125            | 130            | 134            | 5                 | 232   |
| 8                 | Juliana Riotto (USA)               | A     | 98            | 101           | 104           | 11                | 124            | 127            | 127            | 10                | 225   |
| 9                 | Anne Vejsgaard Jensen (DEN)        | B     | 88            | 94            | 100           | 12                | 106            | 107            | 115            | 12                | 215   |
| 10                | Zeinab Sheikh (IRI)                | B     | 85            | 90            | 90            | 13                | 115            | 116            | 121            | 11                | 206   |
| —                 | Kim I-seul (KOR)                   | A     | 105           | 107           | 109           | 5                 | 135            | 135            | 135            | —                 | —     |
| —                 | Lo Ying-yuan (TPE)                 | A     | 104           | 108           | 108           | 7                 | 128            | 128            | 128            | —                 | —     |
| —                 | Tian Chia-hsin (TPE)               | A     | 100           | 103           | 103           | 9                 | 130            | 130            | 130            | —                 | —     |
| —                 | Mönkhjantsangiin Ankhtsetseg (MGL) | A     | 110           | 111           | 111           | —                 | 138            | 143            | 148            | Medalha de prata  | —     |
| —                 | Yeinny Geles (COL)                 | A     | 107           | 109           | 109           | —                 | 130            | 135            | 139            | 4                 | —     |
| —                 | Aiym Yeszhanova (KAZ)              | B     | 80            | 81            | 81            | —                 | —              | —              | —              | —                 | —     |
| —                 | Yvgeni Henderson (JAM)             | B     | DNS           | DNS           | DNS           | DNS               | DNS            | DNS            | DNS            | DNS               | DNS   |